# Nabentaler Wasserfall
Der Nabentaler Wasserfall im Harz, in manchen Unterlagen auch Nabetaler Wasserfall genannt, liegt westlich von Torfhaus im gemeindefreien Gebiet Harz (Landkreis Goslar, Niedersachsen) und besteht aus zwei Teilen. Der seit etwa 2010 über Holztreppen erreichbare untere, vierstufige Wasserfall liegt in einer kurzen Steilklamm, die der kleine Bach Nabe in die Trogtalwand des obersten Kellwassertals geschnitten hat. Die Bezeichnung gilt aber vor allem für den oberen Teil, eine Kataraktstrecke im Verlauf von Zuleitungen zum Dammgraben, die somit Bestandteil des Oberharzer Wasserregals ist.

## Geographische und wasserwirtschaftliche Situation

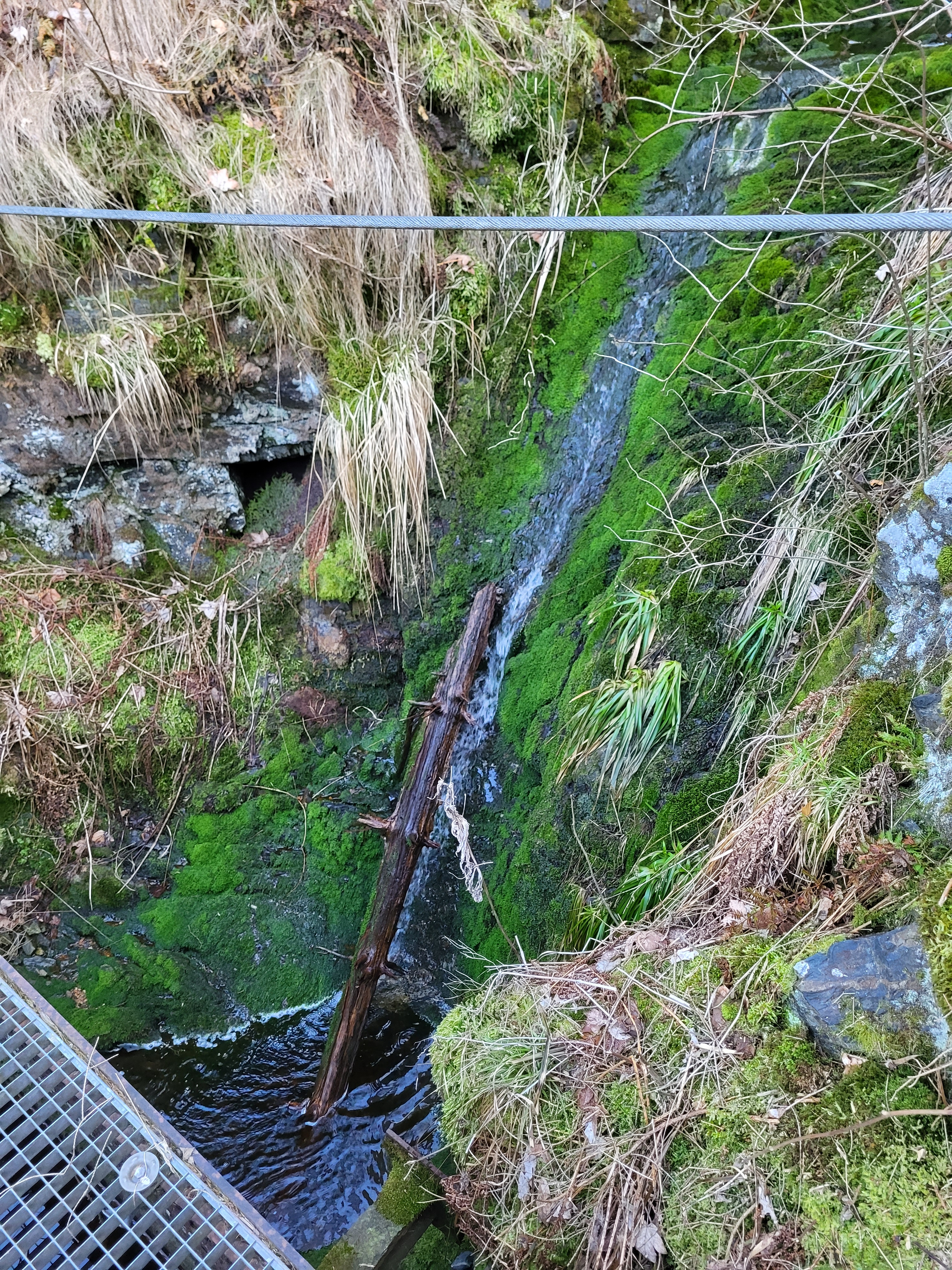
Nabentaler Wasserfall unterer Teil

Der Nabentaler Wasserfall liegt im Nationalpark Harz etwa 800 Meter nördlich der Steilen Wand, einer Karwand im Nordhang des Bruchberges zwischen Torfhaus und Altenau. Oberhalb führt die Landstraße L504 („Steile-Wand-Straße“) zwischen Altenau und Torfhaus mit Anschluss an die Bundesstraße 4 vorbei. In Höhe dieser Straße mündet das Wasser des Clausthaler Flutgrabens in das Bett der Nabe. In deren Bett bildet es die dem Geländefallen folgende Steilstrecke, die als Nabentaler Wasserfall bezeichnet wird. Dieser Name findet sich bereits 1873. Unterhalb des „Wasserfalls“ wird der Nabentaler Bach bzw. die Nabe angestaut und größtenteils durch ein Fehlschlagbauwerk in den hier beginnenden Nabetaler Graben eingeleitet. Der Beginn des Nabetaler Grabens liegt etwa 40 Meter oberhalb des Dammgrabens.
Am unteren Ende des Nabentaler Wasserfalls quert über eine Brücke der Wanderweg Harzer Hexenstieg, der hier über den historischen Magdeburger Weg verläuft.
Da der Nabentaler Wasserfall größtenteils Wasser aus dem Clausthaler Flutgraben führt und nur ein 0,3 km² umfassendes natürliches Einzugsgebiet aufweist, kann der obere Teil seit 1827 als teilweise künstlich angelegt betrachtet werden. Die Wasserstrecke Clausthaler Flutgraben – Nabentaler Wasserfall – Nabetaler Graben wurde angelegt, um weiteres Wasser dem Dammgraben zuzuführen. Nabetaler Graben und Dammgraben sind Teil des Weltkulturerbes Oberharzer Wasserwirtschaft.
Bei Starkregen kann durch diese Steilstrecke viel Sediment in Form von Sand und Kies in den Nabentaler Graben geleitet werden. Um dies einzuschränken, kann durch das Schließen des vorhandenen Schützes der Einlauf des verunreinigten Wassers in den Nabetaler Graben verhindert werden, so dass Wasser samt Sedimenten bergabwärts in das Große Spritzental fließen.
Unterhalb der Abzweigung des Nabentaler Grabens fließt der nicht abgeschlagene Teil des Wassers im Bett der Nabe weiter und stürzt dann unvermittelt in steiler Schlucht in das Kellwassertal hinab. Dabei bildet die Nabe bis hinab zum Überführungsbauwerk der Dammgraben-Zuleitung aus dem Kellwassertal vier natürliche Fallstufen von 2 bis 4 Metern Höhe. Bemerkenswert ist, dass oberhalb der Wasserfall-Schlucht die Tallinie der Nabe jenseits eines niedrigen Geländesattels vom Großen Spritzental fortgesetzt wird, wogegen die Nabe nach rechts zum 60 Meter tiefer verlaufenden Trogtal des Kellwassers ausbricht.

### Herbststürme 2017

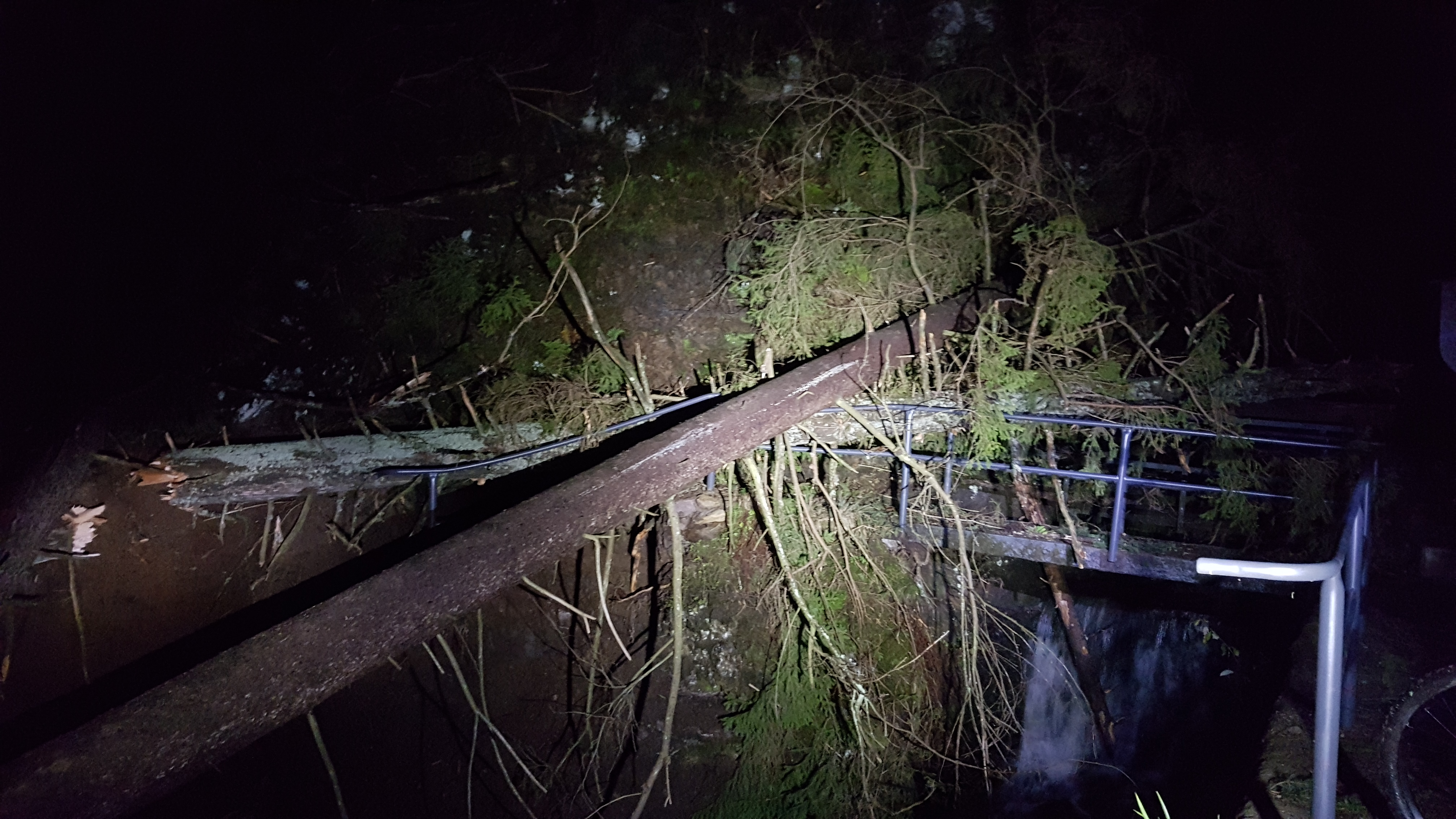
Die Brücke am Wasserfall, 4. November 2017

Nach den Stürmen Xavier und Herwart im Herbst 2017 war die Brücke am Nabentaler Wasserfall zeitweise unpassierbar. Der Wanderweg auf der Seite des Magdeburger Wegs wurde fortgespült. Mittlerweile wurde der Weg instand gesetzt. Der Magdeburger Weg im Bereich der Steilen Wand ist jedoch nach wie vor gesperrt und wurde durch eine Umleitung ersetzt, die über einen schmalen Steilweg hinunter zum Dammgraben nahe der Blochschleife führt.